# Anna Henrietta de France
Anna Henrietta de France (ur. 14 sierpnia 1727 w Wersalu, zm. 10 lutego 1752 w Wersalu) – znana jako Madame Henriette lub Madame Seconde. Była najstarszą (wraz ze swoją siostrą bliźniaczką Ludwiką Elżbietą) córką Ludwika XV, króla Francji, i Marii Leszczyńskiej, polskiej królewny.

## Życiorys
Wraz z bratem Ludwikiem Ferdynandem i siostrą Marią Adelajdą należała do stronnictwa przeciwnego metresie Madame Pompadour.
W młodości zakochana była ze wzajemnością w swoim kuzynie – Ludwiku Filipie Orleańskim (wnuku Filipa II Orleańskiego, regenta Francji, i Mademoiselle de Blois, córki Ludwika XIV i Madame Montespan). Książę dzięki pomocy kardynała de Fleury otrzymał nawet zgodę na małżeństwo z Anną Henriettą. Jednak w 1740 Ludwik XV odmówił Ludwikowi Orleańskiemu ręki córki. Decyzja Ludwika XV była spowodowana brakiem męskiego potomka – po jego śmierci koronę uzyskałby Ludwik Orleański lub Filip V, który nigdy nie pogodził się z utratą tronu francuskiego w zamian za koronę hiszpańską.

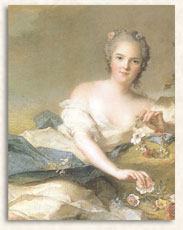
Henrietta Anna Burbon

W czasie jednego z koncertów w Wersalu Anna Henrietta zasłabła. Zmarła po długotrwałej i ciężkiej chorobie 10 lutego 1752 na ospę, w apartamentach Wersalu. Jej bliźniacza siostra Ludwika Elżbieta zmarła 7 lat później w Parmie, a jej ciało przewieziono do Francji 27 marca 1760 i pochowano w bazylice Saint-Denis obok Anny Henrietty.

## Nawiązanie w sztuce
We francuskim filmie kostiumowym Fanfan Tulipan (2003) zagrała ją Magdalena Mielcarz.